# Тоні Фрук
Тоні Фрук (хорв. Toni Fruk, нар. 9 березня 2001) — хорватський футболіст, півзахисник клубу «Рієка».
Виступав за молодіжну збірну Хорватії.

## Клубна кар'єра
Народився 9 березня 2001 року. Вихованець футбольної школи бельгійського «Рояль Ексель Мускрон».
2019 року уклав свій перший професійний контракт з італійською «Фіорентиною».
Протягом 2020—2021 років грав на правах оренди на батьківщині за «Дубраву». Згодом протягом наступних двох років на аналогічних умовах захищав кольори клубу «Гориця». Більшість часу, проведеного у складі «Гориці», був основним гравцем команди.
В липні 2023 року Тоні Фрук приєднався до хорватського клубу «Рієка».

## Виступи за збірні
У 2016 році дебютував у складі юнацької збірної Хорватії (U-17), загалом на юнацькому рівні взяв участь у 19 іграх.
З 2021 року залучався до складу молодіжної збірної Хорватії. На молодіжному рівні зіграв у 6 офіційних матчах, забив 2 голи.

## Статистика виступів

### Статистика клубних виступів
Станом на 24 квітня 2022
| Сезон             | Команда                  | Чемпіонат         | Чемпіонат | Чемпіонат | Національний кубок | Національний кубок | Національний кубок | Континентальні кубки | Континентальні кубки | Континентальні кубки | Інші змагання | Інші змагання | Інші змагання | Усього | Усього |
| Сезон             | Команда                  | Ліга              | Ігор      | Голів     | Ліга               | Ігор               | Голів              | Ліга                 | Ігор                 | Голів                | Ліга          | Ігор          | Голів         | Ігор   | Голів  |
| ----------------- | ------------------------ | ----------------- | --------- | --------- | ------------------ | ------------------ | ------------------ | -------------------- | -------------------- | -------------------- | ------------- | ------------- | ------------- | ------ | ------ |
| 2020–21           | «Дубрава»                | 2.HNL             | 24        | 8         | КЧ                 | 0                  | 0                  |                      | -                    | -                    |               | -             | -             | 24     | 8      |
| 2021–22           | «Гориця» (Велика Гориця) | 1.HNL             | 25        | 4         | КЧ                 | 3                  | 0                  |                      | -                    | -                    |               | -             | -             | 28     | 4      |
| Усього за кар'єру | Усього за кар'єру        | Усього за кар'єру | 49        | 12        |                    | 3                  | 0                  |                      | -                    | -                    |               | -             | -             | 52     | 12     |

## Титули і досягнення
- Чемпіон Хорватії (1):

«Рієка»: 2024/25
- Володар Кубка Хорватії (1):

«Рієка»: 2024/25